# Арманд Ван Гельден
Арманд Ван Гельден (народився 16 лютого 1970) — американський діджей, продюсер, реміксер і композитор з Бостона, штат Массачусетс. Він був одним з головних учасників розвитку жанру speed garage і, окрім інших, написав ремікси на треки таких виконавців, як Кеті Перрі, Daft Punk, Брітні Спірс, Енріке Іґлесіас, Девід Гетта, Сем Сміт, Bloc Party, Джанет Джексон, Джульєт Робертс, KRS-one і Sneaker Pimps. Арманд тісно пов'язаний з електронною музичної сценою Нью-Йорка.
Ван Гельден часто використовує в реміксах семпли з фанку, соулу, RNB та хіп-хопу. 
Найуспішнішим був ремікс на пісню «Professional Widow» виконавця Торі Еймос, «My My My» з Тарою Макдональд, а також «You don't know me», з якими Ван Гельден займає перші сходинки в чарті Великої Британії. 

## Життєпис

### Раннє життя і кар'єра
Батько Ван Гелдена має нідерландсько-індонезійське походження, мати — франко-ліванське, він змалку подорожував світом, проводячи час в Нідерландах, Латвії, Туреччині та Італії, його батько був членом ВПС США. У віці 13 років він купив собі драм-машину і почав робити перші кроки як діджей.
Після повернення до Бостону 1988 року Арманд працював діджеєм в місцевих клубах. Він навчався в Бостонському коледжі. Він покинув роботу, пов'язану з юридичною справою, і з 1991-го року почав працювати реміксером під керівництвом Nil Petricone та Х-Mix. Він тоді ж стає резидентом Loft, найвідомішого бостонського нічного клубу. Арманд випустив свій перший офіційний синґл, це був мікс «Stay on my mind» (Deep Creed) на Nervous Records.
Він випустив «Move It To the Left» 1992 року, цей трек став клубним хітом і був джерелом кількох синглів, що вийшли під кількома псевдонімами. Свій перший трек, що потрапив до Hot Dance Club Songs, називався «Witch Doktor», він посів п'яте місце в 1994 році.
Ремікс на «Witch Doktor» став танцювальним хітом у всьому світі, а також хітом номер один у Великій Британії. В той час Ван Гельден не отримую ні копійки за цей нього, тому що він презентував його як безплатний і тому не отримував жодних комісій. Попри це, Арманд пише мікси на Rolling Stones, Джанет Джексон, Кеті Перрі, Брітні Спірс і Паффа Дедді, а також Daft Punk і Sneaker Pimps, завойовуючи славу одного з найкращих house-музикантів.
«Cha Cha» — ще один танцювальний хіт з першого альбому, Old School Junkies: The Album, що вийшов 1996 року, разом з «The Funk Phenomena». Альбом Greatest Hits альбом з'явився наступного року, згодом, у 1997-му — брейкбіт-альбом. «You Don't Know Me» була № 2 в хіт-параді Billboard Dance Chart, хіт № 1у Великій Британії, і № 20 в Австралії і Канаді. Пісня прорив сліду від його 2Future4U альбом, який вийшов в США на Армана власний Лейбл, Збройних запису.
Ван Гельден 2000 року випустив альбом Killing Puritans з хітом «Koochy». Трек базувався на «Cars» Гері Ньюмана, що п'ять разів опинявся у британському чарті хіт-параді. Сингл «Why Can't You Free Some Time» дістався 34 місця у Великій Британії 2001 року. Його альбом «New York: A Mix Odyssey», вийшов у 2004 році включав два хіти: «Hear My Name» у співпраці з Сполдінґ Раквелл, який досяг № 7 в танцювальному чарті Billboard і № 34 у Великій Британії, і топ-40 в Австралії; і «My My My» з Тарою Макдональд, який досяг № 4 в світовому інтернет-чарті, № 5 у бельгійських і нідерландських чартах, № 6 в Австралії, № 15 у Великій Британії, і топ-30 у світовому танцювальному чарті.
У 2005 році він випустив альбом Nympho, з синглами «Into Your Eyes», «My My My», «Hear My Name», і «When the Lights Go Down». Альбом досяг топ-30 в Австралії, і посів 48-му місце у Великій Британії. «When the Lights Go Down» досяг № 52 у чарті Aria в Австралії, та став танцювальним клубним хітом.
2006 року Арманд перевидав «My My My» разом з Тарою Макдональд, цей реліз досяг 12-го місця в британському чарті і посів перше місце в інших танцювальних чартах Великої Британії.
2007 року Ван Гельден випустив альбом Ghettoblaster, на основі якого згодом з'явились синґли «NYC Beat», який посів № 22 в британському хіт-параді, і «I Want Your Soul», який досяг № 19.
2008 року Ван Гельден успішно заміксував «INSPIRE», пісню японської попзірки Аюмі Хамасакі. Цей ремікс вийшов на альбомі Ayu-mi-x 6: Gold. Того ж року Арманд випустив ще два альбоми, You Don't Know Me: The Best of Armand Van Helden і альбом реміксів під назвою New York: a Mix Odyssey 2.
У травні 2009 року Ван Гельден співпрацював з британським репером Діззі Рескелом над синглом «Bonkers». Він посів перше місце у Великій Британії і перебував там протягом двох тижнів.
Пізніше в 2009 році Ван Гельден працював з A-Trak над треком «aNYway», що вийшов у жовтні під назвою «Duck Sauce». Дует пізніше отримав визнання у чартах з піснею «Barbra Streisand», що посів № 3 у Великій Британії.
Згодом Гельден працював з американським діджеєм і продюсером Стівом Аокі над треком Brrrat!, який вийшов на альбомі Godskitchen.
На початку 2011 року Ван Гельден заявив, що працює над новим альбомом і він запланований на 2014 рік.
У 2013 на Duck Sauce вийшов трек «It's you», який став клубним хітом в усьому світі і був номінований на отримання нагороди MTV. У жовтні того ж року виходять два нових треки: «Stereo Radio»  та «I Know Place».
У 2014 році Ван Гельден з DJ Hervé на лейблі Cheap Thrills випустив трек «Power of Bass».
Duck Sauce випустили свій дебютний альбом Quack 15 квітня на Fool's Gold Records.
У серпні 2014 року трек Сема Сміта «I'm Not the Only One» стає основою для реміксу від Арманда. У вересні того ж року, Ван Гельден реміксує на Jungle 70 та Majestic з Creeping In The Dark.
У квітні 2015 року на лондонському Snakehips вийшов Forever Pt. II EP, який став основою для багатьох реміксів. Арманд написав ремікс на пісню «Forever».

## Дискографія

### Студійні альбоми
- 1996 – Old School Junkies: The Album
- 1997 – Sampleslaya: Enter the Meatmarket
- 1998 – 2 Future 4 U
- 2000 – Killing Puritans
- 2001 – Gandhi Khan
- 2005 – Nympho
- 2007 – Ghettoblaster
- 2012 – The Best of Armand Van Helden